# Wera Pawlowna Strojewa
Wera Pawlowna Strojewa (russisch Вера Павловна Строева; * 8. Septemberjul. / 21. September 1903greg. in Kiew; † 26. August 1991) war eine sowjetische Filmregisseurin und Drehbuchautorin.
Wera Strojewa studierte von 1920 bis 1922 Schauspiel am Theaterinstitut Kiew  und anschließend bis 1924 am Kindertheater des Bildungsministeriums (NARKOMPROS) in Moskau. Von 1925 bis 1927 war sie dort als Schauspielerin, Autorin und Regisseurin am Staatlichen Kindertheater  tätig, wo sie ihren späteren Ehemann, den Regisseur Grigori Roschal, und dessen Schwester, die Drehbuchautorin Serafima Roschal  kennenlernte. Seit 1925 schrieb Strojewa auch Drehbücher für die Produktionsfirma Sojuskino (heute Mosfilm), von 1928 bis 1931 war sie für Ukrainfilm in Odessa tätig. Seit 1930 arbeitete sie als Regisseurin, zunächst gemeinsam mit Grigori Roschal. Viele ihrer Filme waren prachtvoll ausgestattete Musicals und Opernverfilmungen, darunter Chowanschtschina, der bei der Oscarverleihung 1962 für die beste Filmmusik nominiert wurde.
Ihr wurde unter anderem das Ehrenzeichen (Орден «Знак Почёта») verliehen. 1944 erhielt sie die staatliche Auszeichnung als Verdienter Kunstschaffender der Kasachischen SSR (Заслуженный деятель искусств Казахской ССР), 1973 den Titel Volkskünstler der RSFSR (Народный артист РСФСР).

## Filmografie
als Drehbuchautorin:
- 1926: Господа Скотинины (Regie: Grigori Roschal) – Ko-Drehbuch mit Serafima Roschal
- 1927: Его превосходительство (Regie: Grigori Roschal) – Ko-Drehbuch mit Serafima Roschal
- 1929: Две женщины (Regie: Grigori Roschal) – Ko-Drehbuch mit Serafima Roschal
- 1930: Человек из местечка (Regie: Grigori Roschal) – Ko-Drehbuch mit Serafima Roschal

als Regisseurin:
- 1930: Право отцов – Ko-Regie mit Grigori Roschal
- 1931/32: Человек без футляра – auch Ko-Drehbuch mit Serafima Roschal
- 1934: Petersburger Nacht (Петербургская ночь) – Ko-Regie mit Grigori Roschal, auch Ko-Drehbuch mit Serafima Roschal (nach Fjodor Dostojewski)
- 1936: Поколение победителей – auch Ko-Drehbuch mit Serafima Roschal
- 1939/40: В поисках радости – Ko-Regie mit Grigori Roschal (nach einem Roman von Fjodor Panfjorow)
- 1942: Сын бойца – Ko-Regie mit Gerbert Rappaport (eines von zwei Segmenten des Боевой киносборник № 12; das andere hieß Ванька und stammte von Rappaport)
- 1942: Батыры степей – Ko-Regie mit Grigori Roschal
- 1945: Юные музыканты
- 1947: Марите
- 1951: Большой концерт
- 1954: Boris Godunow (Борис Годунов) – auch Ko-Drehbuch mit Nikolai Golowanow (Verfilmung der gleichnamigen Oper von Modest Mussorgski)
- 1954: Весёлые звёзды
- 1956: Полюшко-поле
- 1959: Chowanschtschina (Хованщина) – auch Ko-Drehbuch mit Anna Abramowa und Dmitri Schostakowitsch (Verfilmung der gleichnamigen Oper von Modest Mussorgski)
- 1965/66: Мы, русский народ – auch Ko-Drehbuch mit Alexander Marjamow und Sofja Wischnewezkaja (nach dem Roman von Wsewolod Wischnewski)
- 1970/71: Сердце России
- 1983: Букет фиалок – Ko-Regie mit Oleg Bondarew